# Graphis sayeri
Graphis sayeri är en lavart som beskrevs av Müll. Arg. Graphis sayeri ingår i släktet Graphis och familjen Graphidaceae.   Inga underarter finns listade i Catalogue of Life.